# 252 f.Kr.

## Händelser

### Efter plats

#### Grekland
- Sikyons tyrann Abantidas blir mördad av sina fiender och efterträds av sin far Paseias.

#### Vietnam
- Thucdynastin efterträder Hong-Bangdynastin på tronen i det vietnamesiska kungariket Au Lac.

## Avlidna
- Abantidas, tyrann av Sikyon (mördad)